# Instituto de Altos Estudios sobre América Latina
El IHEAL (acrónimo en francés del Institut des hautes études de l'Amérique latine) es el centro de investigación y docencia de la Universidad Sorbona Nueva-París 3 dedicado a la América Latina. Fue fundado en mayo de 1954 por el geógrafo Pierre Monbeig.
Entre 1956 hasta 2019, estuvo ubicado en la rue Saint-Guillaume del VII Distrito de París. En la actualidad se encuentra en el Campus Condorcet, como parte de la «Cité des humanités et des sciences sociales» (Ciudad de Humanidades y Ciencias Sociales) en Aubervilliers. Su actual director es el sociólogo de origen uruguayo Denis Merklen. Entre sus directores se encuentran: la antropóloga Capucine Boidin (2019-2022); el historiador Olivier Compagnon (2015-2019); el geógrafo Sébastien Velut (2011-2015); la socióloga Polymnia Zagefka; el exministro de educación Jean-Michel Blanquer (1998-2004); el politólogo Georges Couffignal (1993-1998); así como Jacques Chonchol y Christian Gros (1982-1993).
El IHEAL trabaja, en cuanto a tutoría, enseñanza y estudio, con la unidad de investigación CREDA (en español: Centro de Investigación y Documentación sobre las Américas), la cual depende del Centro Nacional para la Investigación Científica (CNRS) y de la Universidad París 3. 
Los ejes de investigación comprenden: el análisis del mundo contemporáneo latinoamericano y norteamericano; mutaciones territoriales; actores sociales; cambios culturales, políticos y jurídicos de la región.

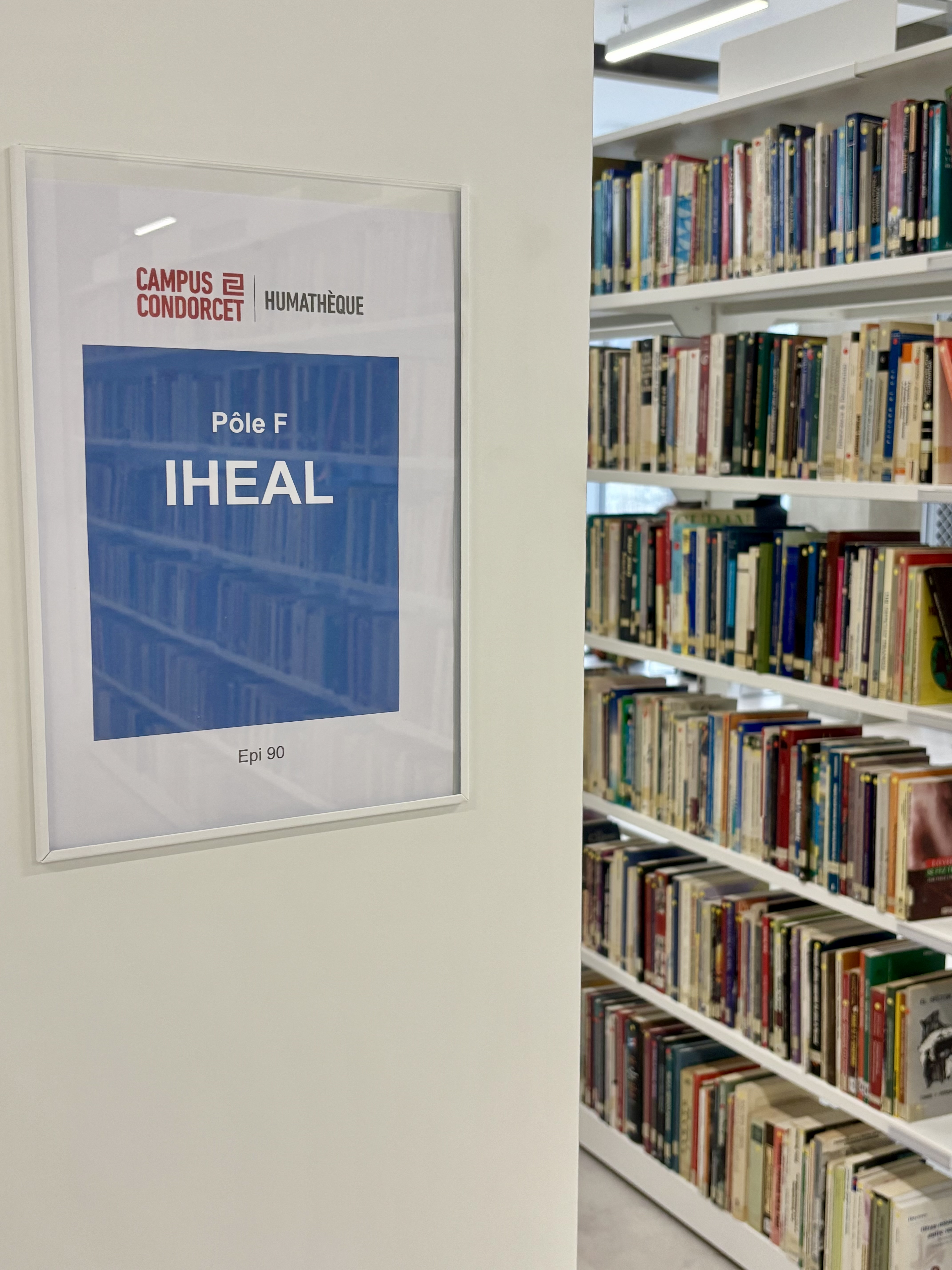
La colección de la «Biblioteca Pierre Monbeig» se encuentra alojada en la Humathèque del Campus Condorcet.

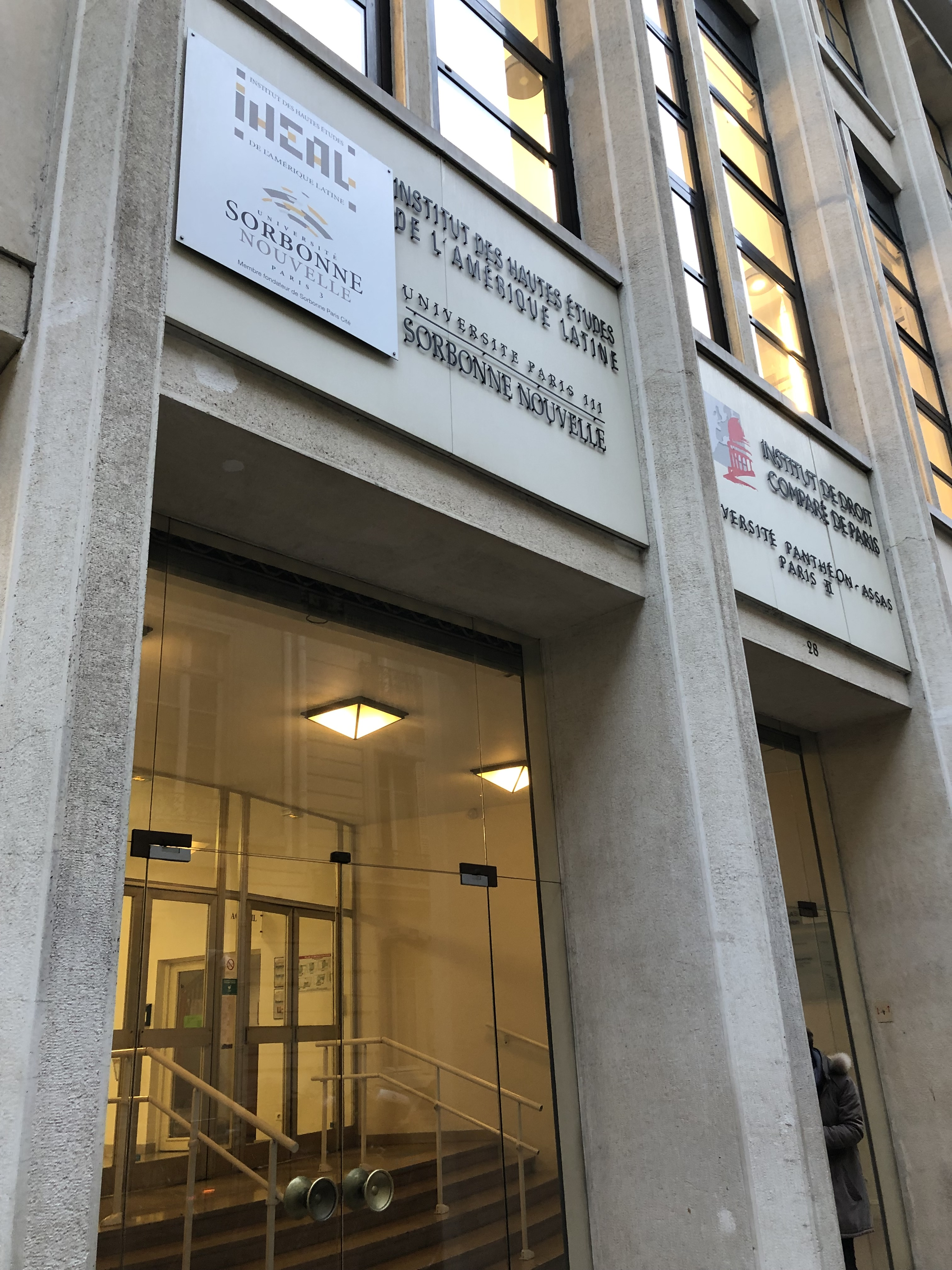
En la rue Saint-Guillaume del VII Distrito de París estuvo ubicado el IHEAL, entre 1954 y 2019.

Su biblioteca, creada en 1956 y que lleva el nombre de Pierre Monbeig, es la más completa y especializada colección en Francia sobre América Latina y el Caribe, abarcando publicaciones sobre historia, antropología, sociología, política, artes y literatura. También, es la más completa en temáticas sobre Haití de toda Francia. La misma, está asociada a la Biblioteca Nacional de Francia, así como a la de Sorbonne Nouvelle. Además de libros, dispone de mapas, monografías, revistas, artículos y tesis, contando con más de 100.000 volúmenes y 1.700 revistas. Actualmente está alojada en la «Humathèque» del Campus Condorcet. 
El instituto posee su propia editorial (fundada en 1957), en la que publica trabajos pluridisciplinarios de investigación sobre la América Latina. Sus colecciones son:  «Travaux et mémoires» (Trabajos y tesis), con más de ochenta títulos publicados, y «Chrysalides» (Crisálidas), colección destinada a los mejores trabajos de investigación en el máster 2. Asimismo está la colección «Colectivo», en el que en 2024 se publicó el Dictionnaire politique de l'Amérique latine (Diccionario político de la América Latina).
«Cahiers des Amériques latines» (Cuadernos de las Américas Latinas), es la revista académica del instituto desde 1968. El primer número contó con la editorial escrita por Pierre Monbeig, así como con trabajos de Maria Isaura Pereira de Queiróz, Claude Bataillon, Enrique Florescano, Rodolfo Stavenhagen, Pablo González Casanova, entre otros.

## Niveles de estudio

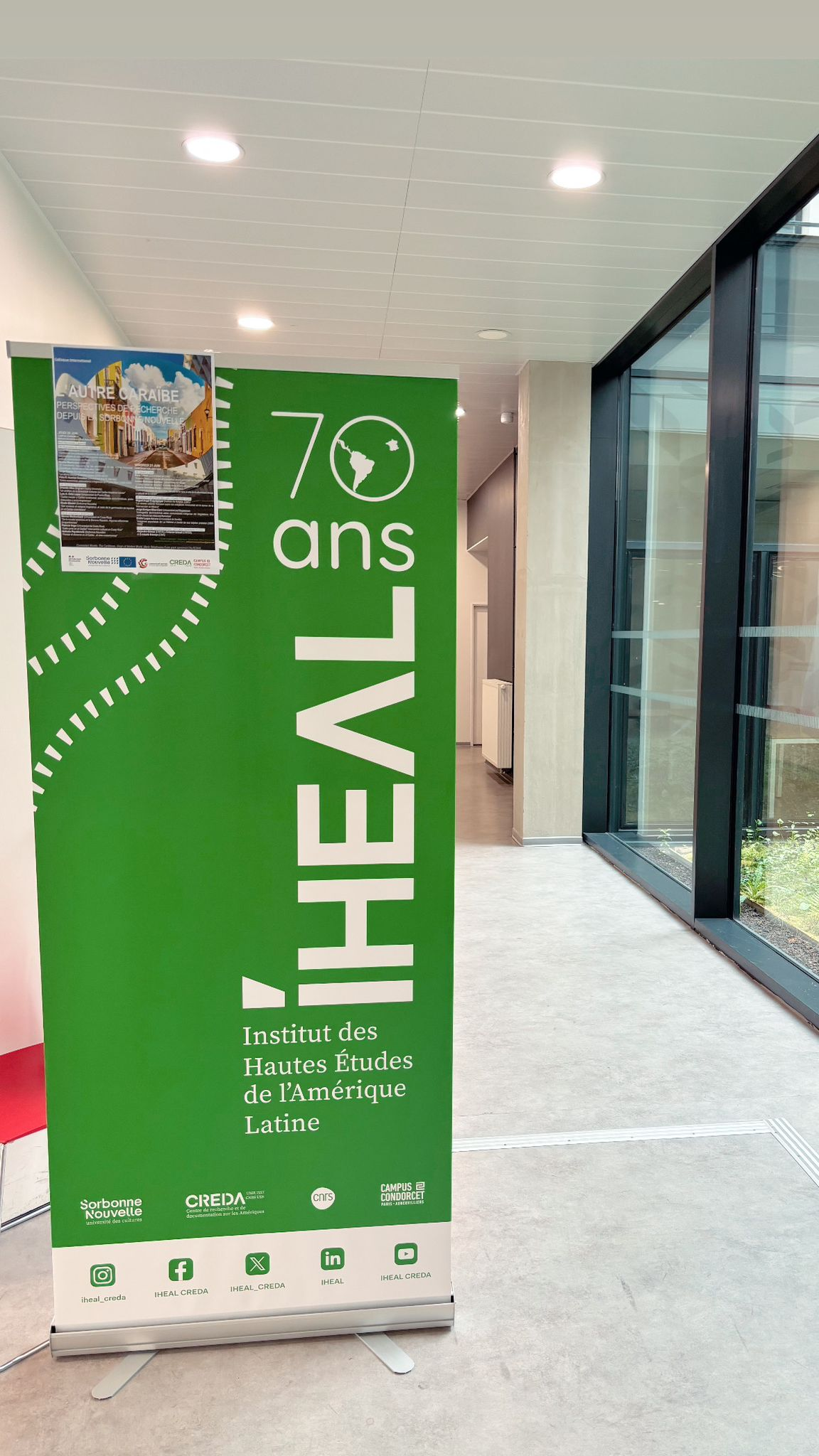
Oficinas del instituto en el Campus Condorcet.

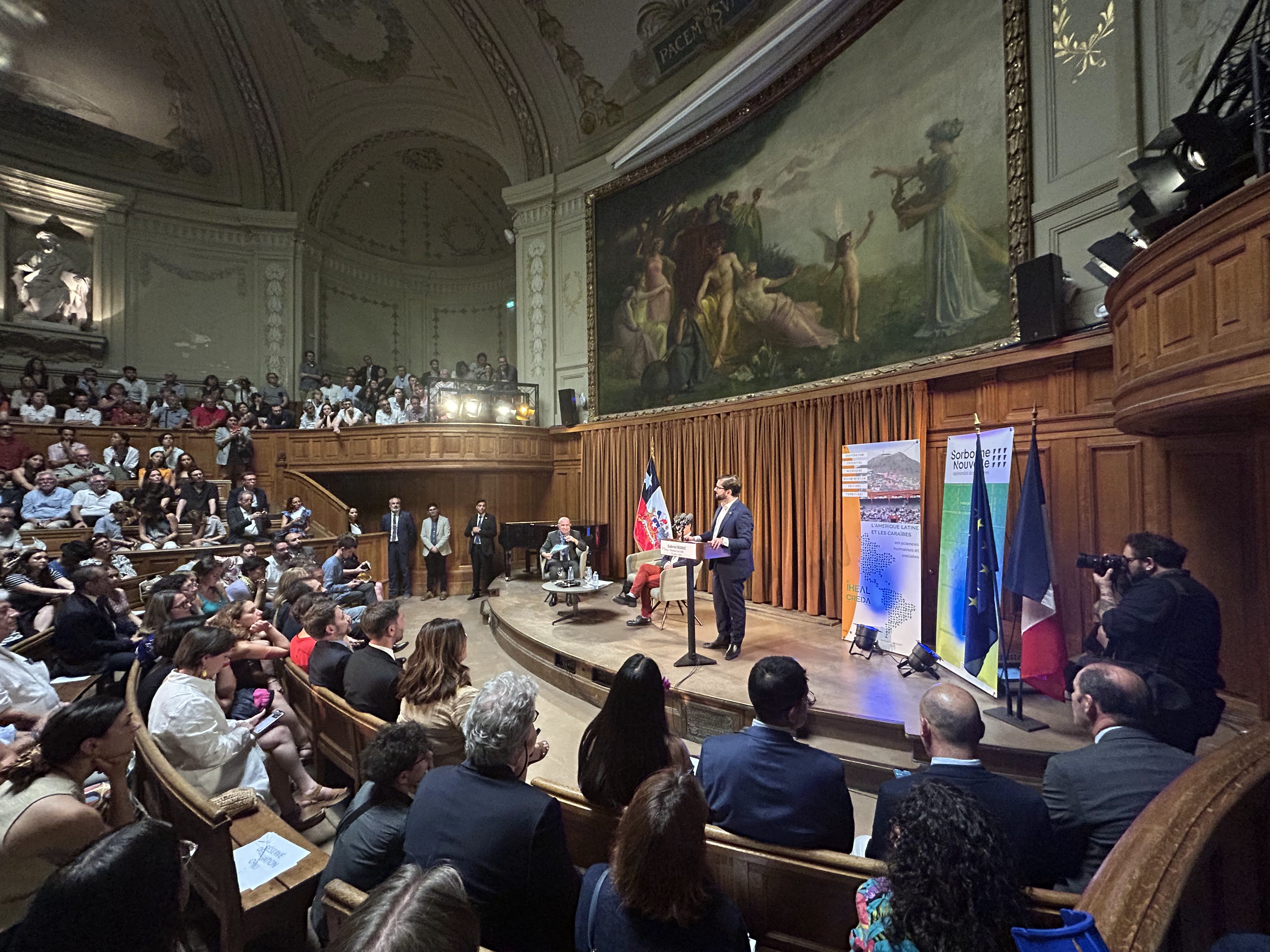
El presidente chileno Gabriel Boric en el Anfiteatro Richelieu de la Sorbona, durante un evento organizado por el IHEAL.

Especialidades: ciencia política, historia, economía, geografía, sociología y antropología.
- Licenciatura: Estudios internacionales con opción a Estudios Latinoamericanos.
- Diplomado universitario: Diploma en Estudios Latinoamericanos (DELA).
- Maestría: Ciencias sociales, cooperación y desarrollo en América Latina (Máster 1 / Máster 2).
  - Maestría en Ciencias Sociales sobre América Latina.
  - Maestría en Desarrollo y Cooperación en América Latina.
  - Maestría Latin America and Europe in a Global World (LAGLOBE).
- Doctorado: mono o pluridisciplinario.

Por semestre, el IHEAL cuenta con tres cátedras de profesores invitados. También posee cincuenta acuerdos de cooperación con universidades latinoamericanas y convenios de intercambio para estudiar uno o dos semestres fuera de Francia. La maestría LAGLOBE es en colaboración con las universidades de Salamanca, Estocolmo y universidades latinoamericanas. Igualmente, existe una maestría en codiplomación con el Instituto de Altos Estudios para el Desarrollo (IAED) de la Universidad Externado de Colombia.

## CREDA
El CREDA (siglas en francés de Centro de Investigación y Documentación sobre las Américas) es una unidad mixta de investigación especializada en las ciencias sociales de las Américas. Está bajo la tutela conjunta de la Sorbonne Nouvelle y el CNRS. Trabaja en estrecha colaboración con el IHEAL, y en conjunto llevan las publicaciones; la cooperación europea e internacional; así como los departamentos de comunicación y promoción científica y el de informática.
En la actualidad el CREDA cuenta con 35 miembros permanentes y 75 doctorandos de la Escuela Doctoral 122 de la Sorbonne Nouvelle («Europa Latina, América Latina») y 4 administrativos.